# Pomponio Allegri
Pomponio Quirino Allegri (Correggio, 3 de septiembre de 1522-Parma, 1594) fue un pintor italiano, activo en Parma e hijo del  Antonio Allegri da Correggio.
Formado junto a su padre, no le faltaron encargos gracias al prestigio de éste. Se estableció en Parma, donde realizó los frescos (1560-62) de Moisés en el Monte Sinaí en el transepto superior derecho de la Catedral.
Pomponio fue, sin embargo, un artista de talento muy limitado, que se conformó con reutilizar motivos tomados de la obra de su padre y a combinarlos con torpeza con principios incorporados de Giulio Romano y Leonardo. La luminosidad y el colorido de la obra de Correggio aquí se vuelven apagados y borrosos.
Si en algún momento Pomponio Allegri alcanzó alguna entidad como artista original fue con la Abundancia, ahora en la Accademia de Ravenna, donde consigue alguna tensión de corte manierista, pero más inspirada en Bertoia que en el legado de Parmigianino. De todas maneras, es ésta una obra de atribución dudosa.

## Obras destacadas
- Moisés en el Monte Sinaí (1560-62, fresco, Catedral de Parma)
- Virgen de la Salud (Trinità, Parma)
- Virgen con niño y santos (Pinacoteca Nazionale, Parma)
- Virgen con niño y San Juanito (Pinacoteca Nazionale, Parma)
- Virgen de la Leche (Museum of Fine Arts, Budapest)
- Abundancia (Accademia di Belle Arti, Ravenna)